# Okushiri-tō

L'île Okushiri ou Okushiri-tō (奥尻島, Okushiritō) est une île du Japon faisant partie de la préfecture de Hokkaidō.

## Géographie
L'île Okushiri a une superficie de 145 km2. Son principal bourg, qui porte le même nom que l'île, a une population de 2 881 habitants. L'île possède aussi son propre aéroport.
Un tremblement de terre suivi d'un tsunami a dévasté l'île le 12 juillet 1993.
Le mont Katsuma (428 m d'altitude) se trouve sur l'île comme le mont Kamui qui en est le sommet le plus élevé à 584 m d'altitude.

## Climat
| Mois                                             | jan.       | fév.       | mars       | avril     | mai       | juin      | jui.      | août      | sep.      | oct.      | nov.      | déc.       | année      |
| ------------------------------------------------ | ---------- | ---------- | ---------- | --------- | --------- | --------- | --------- | --------- | --------- | --------- | --------- | ---------- | ---------- |
| Température minimale moyenne (°C)                | −2,4       | −2,2       | 0,7        | 5         | 9,3       | 13,6      | 17,9      | 20,1      | 17,5      | 11,8      | 5,1       | −0,5       | 8          |
| Température moyenne (°C)                         | −0,4       | −0,2       | 3          | 7,4       | 11,7      | 16        | 20,1      | 22,5      | 20        | 14,2      | 7,6       | 1,7        | 10,3       |
| Température maximale moyenne (°C)                | 1,6        | 1,9        | 5,3        | 10        | 14,6      | 19        | 22,9      | 25,4      | 22,6      | 16,6      | 10        | 3,9        | 12,8       |
| Record de froid (°C) date du record              | −12,7 1986 | −13,4 1996 | −10,4 1984 | −4,6 1978 | 0,2 1991  | 5 1981    | 8,9 1979  | 12,1 1979 | 6,6 1987  | −0,2 1983 | −7,6 1982 | −13,2 1984 | −13,4 1996 |
| Record de chaleur (°C) date du record            | 9,6 2009   | 12,9 2010  | 14,5 1997  | 21,5 2012 | 23,1 1984 | 26,4 1986 | 31,2 2021 | 33,2 1999 | 30,9 2020 | 23,8 2012 | 19 2003   | 14,6 2018  | 33,2 1999  |
| Ensoleillement (h)                               | 45,2       | 71,3       | 158,2      | 207,9     | 196,2     | 178,4     | 154,3     | 199,1     | 189,1     | 160,6     | 87        | 46,3       | 1 698,2    |
| Précipitations (mm)                              | 29,6       | 34,1       | 42,4       | 64,2      | 83,8      | 76,3      | 113,3     | 127,1     | 122,7     | 90,4      | 84,2      | 61,9       | 920,1      |
| Nombre de jours avec précipitations              | 6,3        | 5,4        | 6,6        | 7,7       | 8,4       | 7,3       | 8,7       | 8,1       | 9,5       | 11        | 11,1      | 9,2        | 98,6       |
| dont nombre de jours avec précipitations ≥ 10 mm | 0,9        | 1          | 1,3        | 2,2       | 3         | 2,3       | 3         | 3,6       | 3,9       | 3         | 2,5       | 1,9        | 28,6       |

| Diagramme climatique                                  |             |            |         |             |            |               |               |               |              |           |             |
| J                                                     | F           | M          | A       | M           | J          | J             | A             | S             | O            | N         | D           |
| 1,6−2,429,6                                           | 1,9−2,234,1 | 5,30,742,4 | 10564,2 | 14,69,383,8 | 1913,676,3 | 22,917,9113,3 | 25,420,1127,1 | 22,617,5122,7 | 16,611,890,4 | 105,184,2 | 3,9−0,561,9 |
| Moyennes : • Temp. maxi et mini °C • Précipitation mm |             |            |         |             |            |               |               |               |              |           |             |